# Oscar Torp
Oscar Torp (ur. 8 czerwca 1893, zm. 1 maja 1958) – norweski polityk, członek Norweskiej Partii Pracy. Sprawował funkcję premiera od 1951 do 1955.